# P'ra Você Revista Semanal Ilustrada
A P'ra Você Revista Semanal Ilustrada foi uma revista brasileira de publicação semanal que surgiu em 1930 com o desejo de dotar o Recife de um periódico capaz de corresponder aos foros de cultura da sociedade pernambucana. Durante a sua duração, foi dirigida por Willy Lewin e Luiz Cardoso Aires, José Campelo e Eugênio Coimbra Junior, e se tornou um marco geracional, que contou e influenciou a história da cidade através de temas como: moda, poesia, cinema, literatura e atualidades da época. A P'ra Você estampou muitas páginas com fotografias do movimento social recifense, principalmente durante o carnaval, quando a revista fazia cobertura dos festejos e dos concursos Miss Pernambuco e Miss Brasil.
Em junho de 1930, após a publicação da décima oitava edição, a revista foi suspensa, voltando a circular dois anos depois. A sua paralisação está atrelada às inúmeras disputas políticas vividas pelo Diário da Manhã, empresa a qual a revista pertencia, no primeiro semestre dos anos 30. As vendas foram encerradas no número 32, divulgado em 24 de junho de 1933. A amplitude da sua circulação é imprecisa, mas a intenção inicial do periódico era uma difusão regional. 

## Contexto histórico

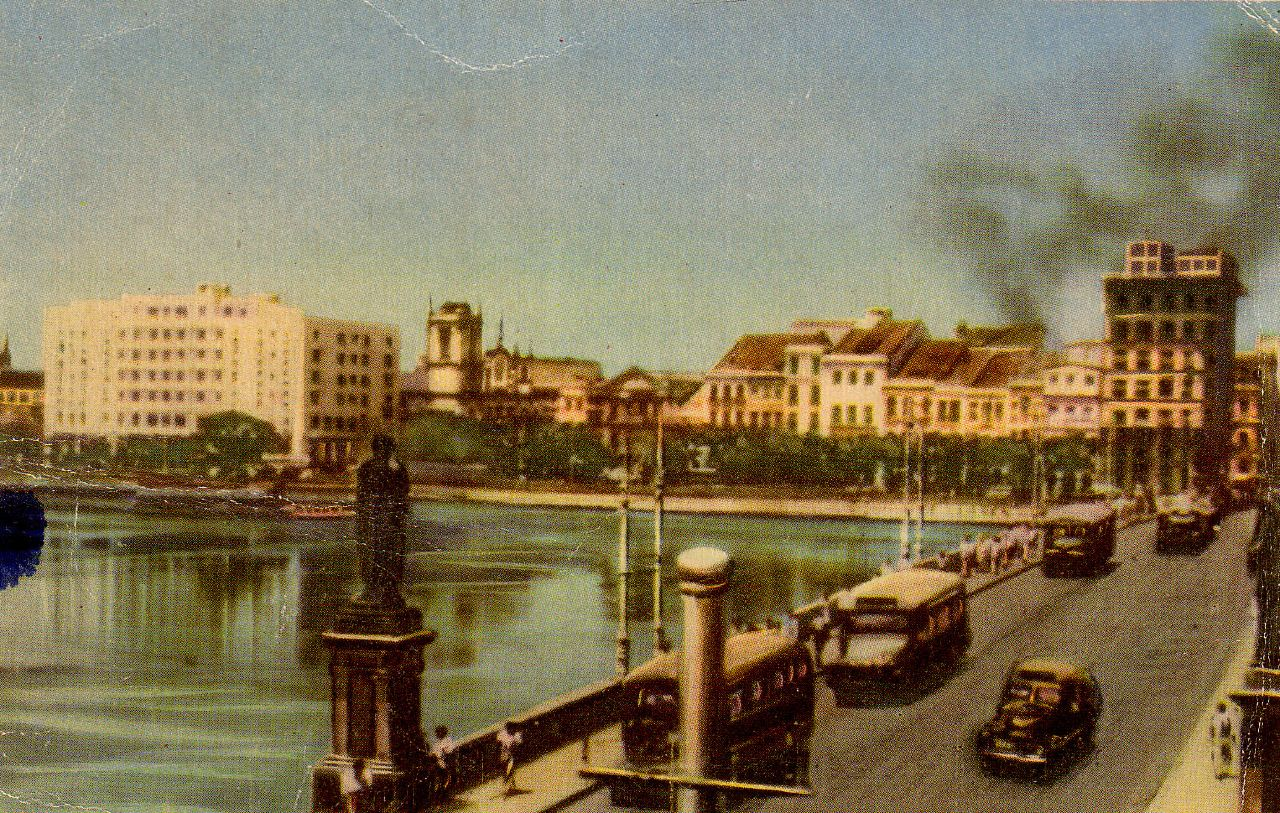
Recife, 1930

O processo de urbanização no Brasil começa a partir da República Velha em direção ao que, no século seguinte, o transformaria em um país onde a população nas cidades seria maior que a população rural. Para abolir a imagem de insalubridade, precárias condições de circulação e a falta de funcionalidade do porto, o Recife, como outras cidades do Brasil,  sofreu uma grande influência das Transformações de Paris no Segundo Império  adotada por Haussmann para a restruturação das cidades. Apresentado pelo engenheiro Saturnino Brito, que trabalhou também no Plano de saneamento de Santos, esse projeto não levou em consideração a conservação do patrimônio histórico, resultando na demolição de prédios de grande importância histórica.
Coincidindo no mesmo momento da circulação do periódico, esse projeto foi acompanhado pela P'ra Você através de matérias sobre as novas edificações e a modernidade na cidade, junto com propagandas de imóveis que traziam o ideal “O Recife que se renova”. 

## Estrutura da Revista
A Revista P'ra Você era composta por uma média de 40 páginas, no formato 30 x 32 cm, impressa em papel couché.   As capas eram coloridas e o miolo em preto e branco.
Suas sessões abordavam fofocas sobre a cidade do Recife, retratavam assuntos cotidianos tidos como ameaças à estrutura familiar tradicional, exibiam charges sobre temas do dia a dia, apresentavam fotos da classe alta do Recife desfilando pelas ruas com roupas compradas no exterior, além de trazerem a programação semanal dos cinemas da cidade.
Em um primeiro momento, as ilustrações ficaram sob responsabilidade de Luiz Cardosa Aires, que era o então diretor do periódico. Posteriormente, a revista foi recebendo a contribuição de diversos ilustradores, como Euclides dos Santos, Hélio Feijó, Nestor Silva e Manoel Bandeira.

## Edições
A partir de 1930, as edições foram publicadas semanalmente, o detentor atual dos direitos do periódico é o acervo da Fundação Joaquim Nabuco (FUNDAJ). A primeira edição com um texto escrito por um mulher sobre o tema Cinema foi na edição de 5 de Maio de 1933. O texto foi escrito pela atriz e produtora Mary Pickford e a coluna abordou sobre o tema da transição dos filmes mudos para os filmes falados, "Como Eu Faço Meus Films Falados".
Com effeito, eu mesma recusara-me a vêr qualquer desses “films”, durante largo tempo, declarando, formalmente, que jamais collaboraria em algum. Mas o meu director sempre tentou, durante longo tempo, fazer-me mudar de ideias. Elle insistiu, argumentou, tornou-se mesmo, algumas vezes, furioso; afinal, tive que admitir, que os “films” falados estavam supplantando o antigo cinema mudo, e que si pretendia manter-me como estrella, logicamente devia ceder a tão grande progresso, que já captivara a imaginação de milhões de pessoas.
A edição especial de Carnaval, datada no 11 de Maio 1933, foi publicada com 30 páginas a mais que a corriqueira e imagens das sucessivas festas. As imagens da primeira votação feminina foi circulada na edição de 24 de Maio de 1933. Os registros foram divulgados em uma coluna direcionada para  os eventos sociais, como os almoços entre as figuras políticas locais.